# 島根富士通
株式会社島根富士通（しまねふじつう、英称：Shimane Fujitsu Limited）は、島根県出雲市斐川町三絡に本社を置く電気機器メーカー。富士通グループの工場の一つ。

## 概要
1990年10月、島根県簸川郡斐川町（当時）にて操業を開始した。それ以来、富士通グループのPC生産拠点として重要な役割を果たしてきた。1995年からFMVのノートPCの生産に特化しており、2013年にはPCの累計生産台数が3,000万台に達している。
2011年からは、日本国内で生産された点を強調した「出雲モデル」としてブランド展開されている。
2016年2月に富士通のPC事業が分社化されたことに伴い、主要株主が富士通から富士通クライアントコンピューティングとなった。
会社設立から2017年3月までは富士通出身者が代表取締役社長を務めていたが、2017年4月に生え抜きの社長が誕生している。
2021年5月、これまで富士通アイソテックで行っていたデスクトップパソコンの生産を、島根富士通へ完全移管した。
2025年2月13日、島根富士通において創業以来のパソコン累計生産台数が5000万台に達した事から、同社で記念式典が開催された。